# Peureulak (Mutiara)
Peureulak is een bestuurslaag in het regentschap Pidie van de provincie Atjeh, Indonesië. Peureulak telt 450 inwoners (volkstelling 2010).